# G.P.
G.P. es una serie televisiva australiana de drama médico producida por Sue Masters, Greg Coote y Matt Carroll para la cadena ABC que estrenó sus transmisiones el 7 de marzo de 1989 y finalizó el 10 de diciembre de 1996.
La serie contó con la participación invitada de actores como Rose Byrne, Ryan Kwanten, Claudia Black, Peter O'Brien, Ben Mendelsohn, Rhys Muldoon, Nash Edgerton, Robert Mammone, Marcus Graham, Andy Anderson, Cameron Daddo, Alan Fletcher, Georgie Parker, John Wood, Marshall Napier, Brett Climo, Lyn Collingwood, Catherine McClements, Rebecca Gibney, Suzi Dougherty, entre otros.

## Historia
La serie está ambientada en torno a un consultorio de medicina general ubicado en un suburbio del centro de la ciudad de Sídney, en donde se explora la vida personal y profesional de la familia Sharp (cuyo padre e hijo trabajan ahí como médicos generales) y de los otros médicos y personal de la clínica.

## Personajes
| Actor           | Personaje              | Trabajo | Nº de episodios | Temporada   |
| --------------- | ---------------------- | ------- | --------------- | ----------- |
| Denise Roberts  | Julie Winters          | -       | 317             | 1989 - 1996 |
| Steve Bisley    | Dr. Henry King         | Doctor  | 52              | 1995 - 1996 |
| Zoe Carides     | Dra. Sonia Kapek       | Doctora | 35              | 1995 - 1996 |
| Lenka Kripac    | Vesna Kapek            | -       | 23              | 1995 - 1996 |
| Melissa Jaffer  | Dra. Maureen O'Riordan | Doctora | 17              | 1996        |
| Leah Vandenberg | Dra. Yasmin Richards   | Doctora | 14              | 1996        |

### Antiguos personajes principales
| Actor                | Personaje           | Episodios | Duración    |
| -------------------- | ------------------- | --------- | ----------- |
| Michael Craig        | Dr. William Sharp   | 204       | 1989 - 1995 |
| Michael O'Neill      | Dr. Steve Harrison  | 130       | 1989 - 1993 |
| Marilynne Paspaley   | Dra. Tessa Korkidas | 97        | 1992 - 1994 |
| Tony Llewellyn-Jones | Dr. Ian Browning    | 80        | 1992 - 1995 |
| Brian Rooney         | Michael Winters     | 76        | 1989 - 1995 |
| John McTernan        | Dr. Robert Sharp    | 65        | 1989 - 1992 |
| Damian Rice          | Dr. Martin Dempsey  | 48        | 1994 - 1995 |
| Judy McIntosh        | Dra. Nicola Tanner  | 46        | 1990 - 1992 |
| Dominic Elmaloglou   | Peter Browning      | 45        | 1992 - 1994 |
| Janelle Owen         | Zoe Browning        | 45        | 1992 - 1994 |
| Tracie Sammut        | Donna Browning      | 39        | 1992 - 1994 |

### Antiguos personajes recurrentes
| Actor          | Personaje               | Episodios | Duración    |
| -------------- | ----------------------- | --------- | ----------- |
| Theresa Wong   | Su Lin Chenn            | 20        | 1990 - 1993 |
| Sue Walker     | Eva Fowler              | 13        | 1989 - 1995 |
| Sarah Chadwick | Dra. Catherine Mitchell | 13        | 1989        |

## Episodios
La serie estuvo conformada por 8 temporadas con un total de 318 episodios. Un libro acerca de la serie fue escrito por el productor Harvey Shore.

## Premios y nominaciones
| Año  | Categoría                                            | Premio                                        | Nominado (a)     | Resultado |
| ---- | ---------------------------------------------------- | --------------------------------------------- | ---------------- | --------- |
| 1996 | Most Popular Series                                  | Logie Award                                   | G.P.             | Nomiando  |
| 1996 | Best Achievement in Direction in a TV Drama          | AFI Award                                     | Peter Andrikidis | Nomiando  |
| 1996 | Best TV Theme                                        | APRA Musica Award                             | Maria Millo      | Ganó      |
| 1993 | Best Actor in a Leading Role in a TV Drama           | AFI Award                                     | Peter Phelps     | Ganó      |
| 1993 | Best Actress in a Leading Role in a Television Drama | AFI Award                                     | Denise Roberts   | Ganó      |
| 1993 | Special Recognition Achievement                      | Logie Award                                   | Tracie Sammut    | Ganó      |
| 1992 | TV Drama Award                                       | Human Rights and Equal Opportunity Commission | Bruce Best       | Ganó      |
| 1992 | Most Outstanding Actor                               | Silver Logie Award                            | John McTernan    | Ganó      |
| 1992 | Most Outstanding Actress                             | Silver Logie Award                            | Denise Roberts   | Nominada  |
| 1992 | Most Outstanding Series                              | Logie Award                                   | G.P.             | Ganó      |
| 1991 | Most Outstanding Actor                               | Silver Logie Award                            | Michael Craig    | Ganó      |
| 1991 | Best Actor of the Year                               | International Variety Club Award              | Michael Craig    | Ganó      |
| 1991 | Best Television Script of the Year                   | AWGIE Award                                   | G.P.             | Ganó      |
| 1991 | Best Australian Drama Series                         | Henry Lawson Award                            | G.P.             | Ganó      |
| 1990 | Best Actor in a Drama Series                         | Penguin Award                                 | Melissa Jaffer   | Ganó      |
| 1990 | Most Outstanding Actor                               | Penguin Award                                 | Michael Craig    | Ganó      |
| 1990 | Most Outstanding Actor                               | Penguin Award                                 | Nicholas Eadie   | Ganó      |
| 1990 | Best Juvenile Lead                                   | Penguin Award                                 | Brian Rooney     | Ganó      |
| 1990 | Best Direction                                       | Penguin Award                                 | Greg Shears      | Ganó      |
| 1990 | Best Drama Series of the Year                        | Penguin Award                                 | G.P.             | Ganó      |

## Producción
Aunque el inicio de las transmisiones en marzo de 1989 no atrajo mucha audiencia la serie logró ganar varios premios, entre ellos el primer premio Logie dado a un drama de la cadena ABC-TV en 15 años, con lo que poco después se convirtió en la serie con mayor ráting de la cadena.
La series también se emitió en otros países. En España, se emitió por la primera cadena de TVE en la primavera-verano de 1992, bajo el título de Médicos de cabecera.